# Scaevola acacioides
Scaevola acacioides är en tvåhjärtbladig växtart som beskrevs av R. Carolin. Scaevola acacioides ingår i släktet Scaevola och familjen Goodeniaceae. Inga underarter finns listade i Catalogue of Life.